# Liotryphon ascaniae
Liotryphon ascaniae är en stekelart som först beskrevs av Rudow 1883.  Liotryphon ascaniae ingår i släktet Liotryphon och familjen brokparasitsteklar. Arten är reproducerande i Sverige. Inga underarter finns listade i Catalogue of Life.